# Варівськ
Ва́рівськ —  село в Україні, у Іванківській селищній громаді Вишгородського району Київської області. Населення становить 462 осіб.

## Назва
Назва села походить від селітрових варниць. Існує інша версія щодо походження назви. За переказами старожилів село засноване втікачами з південних районів України. Можливо, це були селяни, що тікали від кріпосного гніту, від польських феодалів, або учасники якихось повстань. Їх називали «ворами», від чого і походить назва села. Також існує версія, що першого пана у селі звали Воровський.

## Історія
Село Варівськ засновано приблизно у XVII столітті на лівому березі річки Осниці, яка впадає в річку Жерева (приток Тетерева). 
У селі був кріпосницький лад. На початку 60-их років XIX століття у селі налічувалось 70 дворів з населенням 407 осіб. З них 80 католиків. Частина села Варівськ на той час належала польській шляхті - поміщикам Рафаїлу та Людвіку Жміївським. На початку XX століття в селі Варівськ було 148 дворів з населенням 634 жителів. До села належало 1680 десятин землі, серед яких поміщикам Жміївським належало 718 десятин. 
У селі на XIX століття панувало трипілля. В селі була одна кузня й один вітряний млин. Спочатку частину земель поміщиків брали в оренду. Першу світову війну населення зустріло з незадоволенням. Частина селян, яких було забрано в царську армію на початку війни, прийшла до поміщика Рафаїла Жміївського. Вони просили, щоб поміщик дав дорогу по своїй землі селянській худобі на громадський вигін. Поміщик відмовив і налаяв селян-солдат. У відповідь селяни розгромили поміщицький маєток і примусили тікати його до міста Києва. Учасників повстання звісно засудили - на три роки. Після проголошення  Леніним (1917 р.) популістського "Декрету про землю", було створено комітет незалежних селян, головою якого був (ім’я відсутнє) Григорович Биченок. Комітет провів розподіл землі між селянами. Розподіл пройшов спокійно; на той час Рафаїл Жміївський втік із села. Для порядку в селі спорядили міліціонера. Ним був Денис Федорович Биченок. 
7 (20) листопада 1917 року, відповідно до Третього Універсалу Української Центральної Ради, увійшло до складу Української Народної Республіки. 
Під час Визвольних змагань бої на території села не проходили. Але в районі станції Малин діяв партизанський, а швидше бандитський, загін під керівництвом жителя Варівська Данила Панченко. За чутками, Данило вбив Сигізмунда — спадкоємця Рафаїла Жміївського на квартирі в Києві. 
Встановлення радянської окупації в селі пройшло мирно. Приблизно в 1919 році головою сільської ради був Іван Євтухович Кононенко. 
У 1930 році в селі організовано колгосп імені Воровського. Першим головою колгоспу став Густав Едуардович Дієр, а заступником — Кирило Туденко. У колгоспі на початку існування налічувалося 30 пар коней, 2 пари волів і 30 пар корів. В 1932 році закінчено колективізацію. Сама колективізація проводилась, як і в більшості сіл України не місцевими, засланими з районних, обласних центрів злочинцями, які за допомогою військових, найманців і неблагонадійних елементів (п'яниць, ледачої бідноти) почали влаштовувати терор в Варівську. Більшість з відібраної в людей худоби загинула через жорстоке і безвідповідальне поводження, так місцевий мешканець, 20-х років народження згадував: "Був в нас кінь і лошачок. Ми їх "добровільно" вирішили віддати в колгосп, інакше загрошувала повна конфіскація майна, повна - це навіть подушки у немовлят забирали. Коли прийшли відводити коня і лоша в колгосп, то один з "активістів"-п'яниць сів на ще недозрілу тварину, і поскакав. Невдовзі майже вся худоба забрана в людей загинула від хвороб і бездогляду, мук". Подібні спогади створюють правдиву картину тогочасних подій.
12 червня 2020 року, відповідно до розпорядження Кабінету Міністрів України № 715-р «Про визначення адміністративних центрів та затвердження територій територіальних громад Київської області», увійшло до складу Іванківської селищної територіальної громади.
19 липня 2020 року, в результаті адміністративно-територіальної реформи та ліквідації Іванківського району, село увійшло до складу новоутвореного Вишгородського району.
З кінця лютого до 1 квітня 2022 року село було окуповане російськими військами.

## Населення

### Мова
Розподіл населення за рідною мовою за даними перепису 2001 року:
| Мова                | Відсоток |
| ------------------- | -------- |
| українська          | 97,62%   |
| російська           | 1,95%    |
| інші/не визначилися | 0,43%    |